# عمر قباج
عمر قباج (مواليد 15 أغسطس 1942)، بمدينة الرباط، المغرب. وقد عمل مستشارا للملك محمد السادس منذ 22 يونيو 2006. وقد ترأس مجموعة مصرف التنمية الأفريقي في الفترة من 26 أغسطس 1995 إلى 1 سبتمبر 2005. وقباج أيضا متزوج وأب لأربعة أطفال.

## حياته
- في عام 1966، تم تعيين عمر قباج في البنك الوطني للتنمية الاقتصادية (BNDE)، وعمل فيه كموظف في قسم مراقبة الائتمان، وعين بعد ذلك مديرا للإدارة المالية في هذه المؤسسة.[2]
- في عام 1970، تم تعيينه من قبل الملك الحسن الثاني، مديرا عاما للمصفاة الوطنية لتكرير السكر في تادلة (سونات) التي بناها وترأسها في إطلاق نشاطها. وفي الوقت نفسه، وبعدها تم توظيف قباج بالأمانة العامة لوزارة التجارة والصناعة والمناجم والشحن التجاري.
- في عام 1974، قام الملك الحسن الثاني بترقية عمر القباج مديرا عاما للنادي الوطني (سبو) لقصب السكر (SUNACAS)، وهو أول مصنع للسكر في المغرب، في حين أنه كان مازال مديرا للمشروع في مكتب وزارة التجارة والصناعة والمناجم والشحن التجاري.
- وفي عام 1977، عين رئيسا عاما لوزارة المالية، وهو منصب شغله حتى عام 1979 عندما إنضم إلى مجموعة البنك الدولي كعضو في مجلس إدارته على كل من المغرب، والجزائر، وتونس، وليبيا، وإيران، وغانا، وعمان، إضافة إلى أفغانستان واليمن.
- وفي عام 1980، تم تعيينه كعضو في مجلس إدارة صندوق النقد الدولي، الذي يمثل المغرب والجزائر وتونس وإيران وغانا وعمان وأفغانستان.
- وفي عام 1993، عين وزيرا مفوضا لدى رئيس الوزراء، ومسؤولا عن الحوافز الاقتصادية، حيث كان مسؤولا عن الشؤون الاقتصادية، وإدارة التخطيط والإحصاء. وعلى هذا النحو، اضطر إلى تنظيم وإجراء التعداد العام للسكان في عام 1994.
- وفي عام 1995، وبناء على اقتراح من الملك الحسن الثاني، انتخب عمر قباج رئيسا لمجموعة البنك الأفريقي للتنمية، الذي عاد إليه وأعيد إصلاحه بعمق بعد الأزمة الخطيرة التي عانت منها هذه المؤسسة الأفريقية.
- وفي عام 2000، وبناء على اقتراح من الملك محمد السادس، أعيد انتخابه بالإجماع وأشاد به كرئيس لمجموعة البنك الإسلامي للتنمية.
- وفي عام 2005، وفي نهاية الولاية الثانية، انتخب عمر قباج من قبل مجلس محافظي المؤسسة، رئيسا للبنك الأفريقي للتنمية.
- وفي 22 يونيو 2006، عين عمر قباج مستشارا للملك محمد السادس.
- وهو أيضا عضو في المجلس الاستشاري للأمين العام للأمم المتحدة بشأن المياه والصرف الصحي (أونسغاب). وقد تم هذا التعيين بناء على اقتراح صاحب السمو الملكي الأمير أورانج ولي عهد هولندا ورئيس هذه اللجنة. كما أن عمر قباج عضو في مجلس إدارة الوكالة الفرنسية للتنمية (AFD).